# 12381 Hugoclaus
12381 Hugoclaus eller 1994 PH30 är en asteroid i huvudbältet som upptäcktes den 12 augusti 1994 av den belgiske astronomen Eric W. Elst vid La Silla-observatoriet. Den är uppkallad efter författaren Hugo Claus.
Asteroiden har en diameter på ungefär 5 kilometer och den tillhör asteroidgruppen Gefion.